# Coria del Río
Coria del Río é um município da Espanha, na província de Sevilha, comunidade autónoma da Andaluzia. Tem 61,99 km² de área e em 2021 tinha 30 774 habitantes (densidade: 496,4 hab./km²). Pertence à Comarca Metropolitana de Sevilla, e limita com os municípios de Almensilla, La Puebla del Río, Palomares del Río, Aznalcázar, Villamanrique de la Condesa e Dos Hermanas.